# NGC 2953
NGC 2953 ist ein Stern im Sternbild Leo. Das Objekt wurde am 18. März 1836 von John Herschel entdeckt und fälscherweise in den NGC-Katalog aufgenommen.